# استراتيجية إيران في اعتراض الملاحة بمضيق هرمز
استراتيجية إيران في "المنع من الوصول والحرمان من الحركة" بالإنجليزية:Anti-access/area denial(A2/AD) في مضيق هرمز تمزج بين التكنولوجيا العسكرية المتقدمة والتكتيكات غير النظامية (حرب العصابات)، بهدف منع أو ردع أو أو إعتراض أو تأخير وصول القوى الأجنبية وحرية حركتها البحرية في المنطقة.
إن محاولات الخصوم، عبر التاريخ، حرمان بعضهم من حرية الحركة في ميدان المعركة تُعد سلوكًا عسكريًا متكررًا. إلا أن ما يميز مفهوم "المنع/الحرمان من الوصول" في العصر الحديث هو التطور السريع في تقنيات الاتصالات والقدرات العسكرية، التي وفّرت وسائل جديدة وفعّالة لتنفيذ هذه الاستراتيجية.
وقد ركزت معظم الدراسات الأكاديمية على قدرات الصين في هذا المجال، ربما لأن هذه الإستراتيجية تتطلب بنية تكنولوجية عسكرية متقدمة لا تتوفر عادة إلا لدى قوى إقليمية كبرى مثل الصين. وعادةً ما يُفعّل مفهوم المنع والحرمان ضمن إطار ما يُعرف بأنشطة "دبلوماسية، إعلامية، عسكرية، اقتصادية"، لكن التهديد الإيراني في مضيق هرمز يتركّز بشكل أساسي في البُعد العسكري.
من الناحية التاريخية، استخدمت استراتيجيات المنع والحرمان من قبل العديد من الأطراف، ولكنها تكون أكثر جذبًا حين تتيح الجغرافيا أو الظروف السياسية دعائم طبيعية لهذه المقاربة. وغالبًا ما تُستخدم من قبل الطرف الأضعف استراتيجيًا، حيث لا يُشترط أن يكون الطرف المطبِّق هو الأقوى، بل يكفي أن يمتلك من القوة ما يمكنه من منع الطرف الأقوى من السيطرة على منطقة العمليات أو الوصول إليها.
وتُعرض مفاهيم المنع والحرمان أحيانًا بوصفها تدابير دفاعية هجومية غير متكافئة، تُقيد حرية تحرك القوات المعادية، إما قبل دخولها إلى ساحة العمليات منعا لها، من خلال استخدام الطائرات الهجومية، والسفن الحربية، والصواريخ الباليستية والمجنّحة المخصصة لضرب الأهداف الحساسة؛ أو بعد دخولها المنطقة حرمانا لها، باستخدام وسائل أكثر دفاعية لتعطيل الحركة والتموضع.
تختلف الرؤى حول المنع والحرمان من حيث نطاقها ومستوى التركيز بين الجوانب الاستراتيجية أو التشغيلية، ما يجعلها أداة مرنة لكن خطرة في هندسة المواقف العسكرية الحديثة.

## التهديد بمنع وحرمان الوصول في مضيق هرمز
تُعد الجغرافيا عاملًا حاسمًا في استراتيجيات المنع والحرمان من الوصول. ورغم أن وجود تضاريس معينة ليس شرطًا إلزاميًا لتطبيق هذه الاستراتيجية، إلا أن الممرات البحرية الضيقة والتضاريس الوعرة تُشكّل بيئةً مثالية لعمليات المنع والحرمان. فالممرات البحرية الحيوية تُسهّل تنفيذ تدابير المنع وتُعزز من فاعلية أساليب الحرمان، ولا سيما حين تَقلّ سُبل الوصول إلى ساحة العمليات.
في المناطق الساحلية القريبة من الشاطئ مثل مضيق هرمز، تمتلك القوى العسكرية أدوات متعددة لتفعيل هذه الاستراتيجية. وقد طوّر الباحث "كريبينيفيتش" تصوّرًا لمفهوم المنع والحرمان يشتمل على أنظمة هجومية بعيدة المدى، وذخائر دقيقة التوجيه، وتقنيات فضائية تتيح الرصد والاستهداف من بعد، مما يجعل العمليات العسكرية قرب السواحل أكثر صعوبة أمام القوات البحرية المعادية.
تشمل الأنظمة المستخدمة في هذا المجال: أنظمة استهداف تتجاوز الأفق، طائرات هجومية بعيدة المدى، صواريخ بحرية موجّهة، صواريخ باليستية خاصة، غواصات وسفن قتال ساحلية مزوّدة بالصواريخ، زوارق هجومية سريعة، ألغام بحرية، ومدفعية دفاع ساحلي. كما تُستخدم شبكات دفاع جوي متكاملة لمنع اقتراب الطائرات الحربية، ووسائط الإسقاط الجوي، والصواريخ الموجّهة لضرب الأهداف الأرضية.
تتمتع إيران بموقع جغرافي بالغ الأهمية على الضفة الشمالية لمضيق هرمز، ما يمنحها قدرة استراتيجية على تعطيل حركة الملاحة في هذا الممر البحري الحيوي. ويُشير الموقع الجغرافي الفريد لإيران، مقترنًا بتواضع قوتها العسكرية مقارنة بالقوى الكبرى، إلى اعتمادها على استراتيجية هجينة غير متماثلة، تمزج بين التكنولوجيا المتقدمة وتكتيكات حرب العصابات، لمنع الخصوم من حرية المناورة والوصول.
يشمل الترسانة العسكرية الإيرانية أنواعًا مختلفة من الأسلحة المصممة لتعطيل حرية الوصول، مثل: الصواريخ الباليستية التي تصل أهدافًا في عموم الخليج، الصواريخ المضادة للسفن، الألغام البحرية، الزوارق السريعة، وأسلحة متطورة أخرى تُستخدم لفرض السيطرة على المضيق. وقد تسعى طهران إلى تطبيق هذه الاستراتيجية بما يتناسب مع مواردها المحدودة وظروفها الجغرافية والإستراتيجية، عبر تبني نهج "متعدد الطبقات"، يبدأ بضربات هجومية بعيدة المدى، ويتدرج مع اقتراب القوة الأجنبية حتى يصل إلى مقاومة شديدة الكثافة.
من الناحية العملية، تعتمد الحملة العسكرية الإيرانية الهادفة إلى تعطيل الملاحة على تنسيق عمليات زرع الألغام، وإطلاق الصواريخ البحرية، وتفعيل الدفاعات الجوية، لخلق "مصيدة ساحلية" للقوات المتدخلة. وقد تبدأ طهران بزرع ألغام في الممرات البحرية داخل المضيق، مع استهداف السفن التجارية وقوات الحراسة والسفن المضادة للألغام بالصواريخ الموجّهة.
وتُسهم جغرافيا المضيق في تمكين البحرية الإيرانية، سواء النظامية أو التابعة للحرس الثوري، من تنفيذ خططها. فالمضيق ضيّق جدًا، بطول 180 كيلومترًا، وأضيق نقطة فيه لا تتجاوز 40 كيلومترًا عرضًا، بينما يصل عمقه إلى نحو 60 مترًا فقط. ويحتوي على ممرين رئيسيين للملاحة، كل منهما بعرض 3.2 كيلومتر، وبينهما منطقة عازلة مماثلة. يمر الممر الشمالي على مسافة قريبة جدًا من السواحل الإيرانية.
بالنسبة للبحرية الإيرانية، فإن قرب المضيق من الموانئ الرئيسة مثل بندر عباس، يوفّر خطوط اتصال قصيرة للغاية، مما يتيح نشر الزوارق السريعة المزودة بالألغام بكفاءة. وقد طوّرت إيران استراتيجية حربية تُحاكي حرب العصابات البحرية، تستغل نقاط ضعف القوات التقليدية التي تعتمد على السفن الكبيرة.
وتُمكن جغرافيا الممر طهران من استخدام الألغام الذكية، والزوارق الانتحارية، والطائرات المُسيّرة قصيرة المدى، والصواريخ الساحلية المضادة للسفن، لإعاقة حركة السفن العسكرية والمدنية على حدٍ سواء.
كما أن البيئة الصوتية الضحلة للخليج تُضعف من فاعلية عمليات مكافحة الغواصات، ما يمنح إيران أفضلية إضافية.

### الحرب الإيرانية بالألغام البحرية
تُعد الألغام البحرية سلاحًا دفاعيًا بامتياز، تُستخدم ضمن استراتيجيات الحرمان من الوصول، حيث يسعى الطرف المُشغِّل لها إلى التحكم بحركة قوات العدو البحرية عبر تقييدها ومنعها من دخول مناطق بحرية حيوية. وتشكّل الحرب بالألغام عنصرًا جوهريًا في استراتيجية إيران لمنع وحرمان الوصول (A2/AD)، إذ تهدف عبر نشر الألغام إلى إبطاء وتعطيل حركة القوات البحرية في المياه الضيقة نسبيًا لمضيق هرمز، مما يجعل السفن المعادية أكثر عرضة للاستهداف.
تُقدَّر الترسانة الإيرانية بما يقارب ستة آلاف لغم بحري. وتُعد إيران واحدة من نحو 24 دولة قادرة على تصنيع الألغام البحرية محليًا. وتُصنّف الألغام بحسب طبيعة التفجير (الزناد) والموقع الذي توضع فيه في الماء. وتشمل الأنواع التي تملكها أو تنتجها إيران:
- ألغام قاعية متصلة تُثبّت في قاع البحر (وقد استخدمت بكثافة أثناء حرب الناقلات)
- ألغام مربوطة وقاعية ذات تأثير تُفعّل بمستشعرات مغناطيسية أو صوتية أو ضغطيّة
- ألغام لاصقة تُثبّت مباشرة على بدن السفن
- ألغام انسيابية تنجرف مع التيار
- ألغام متحكم بها عن بُعد.[12]

قد تقوم إيران بنشر ألغامها الأقل تعقيدًا من خلال مجموعة من السفن السطحية، بينما تُخصّص أسطولها الغواصاتي لنشر الألغام ذات التأثير المعقّد بشكل سري، مستفيدة من قدرة الغواصات على التخفي. والهدف الأساس هو منع المرور وإجبار القوات الأجنبية على خوض عمليات إزالة ألغام مطوّلة، مع تعريضها لهجمات من الساحل الإيراني في آن واحد.
وتعتمد سرعة إيران في نشر الألغام على عوامل تتعلق بمنصات الإطلاق. فمن بين المنصات التي تُستخدم: الغواصات، الزوارق السريعة، والسفن المدنية ذات الطابع غير العسكري والتي يقودها طاقم عسكري سرّي، تُستخدم لإخفاء عمليات زرع الألغام في ممرات الشحن ومداخل الموانئ.

### الصواريخ الإيرانية المضادة للسفن في مضيق هرمز
تمتلك إيران ترسانة واسعة من الصواريخ المضادة للسفن، المنطلقة من البر والسفن والطائرات. تشمل هذه الترسانة بطاريات ساحلية منتشرة على امتداد سواحلها وجزرها في الخليج قرب المضيق، وكثير منها مثبت على منصات إطلاق متحركة. تُعد هذه الصواريخ من أهم أدوات إيران في استراتيجية منع وحرمان الوصول البحري.
تستفيد إيران من قدرتها على تثبيت بعض هذه الصواريخ على سفن صغيرة يصعب رصدها، أو حتى على سفن تجارية في تكتيك سبق أن استخدمته مع أنواع أخرى من الأسلحة. ورغم أن مدى كثير من هذه الصواريخ قصير نسبيًا، إلا أن عرض مضيق هرمز في أضيق نقاطه لا يتجاوز أربعين كيلومترًا، مما يسمح بتغطية الممرات البحرية من مواقع إيرانية قريبة.
المنصات الأساسية لإطلاق هذه الصواريخ هي الزوارق السريعة الهجومية، كما يرجح أن إيران ركّبت بعضها على شاحنات برية، رغم ضعف هذه المنصات أمام الهجمات الجوية الدقيقة. وتُشير التقديرات إلى أن مدى هذه الصواريخ يتأثر أكثر بنظم تحديد الأهداف من سعة الوقود، مما يفسح المجال لاستخدام بيانات من غواصات، وسفن صغيرة، وطائرات مسيّرة، شريطة امتلاكها لتقنيات ملاحة دقيقة وقدرات اتصال مع بطاريات الصواريخ الساحلية.
تقوم إيران بإخفاء منصات الإطلاق في مواقع مُموّهة ومحصّنة، مع نشر خدع بصرية ومجسّمات في مواقع زائفة لتعقيد جهود العدو المضادة. وعلى الرغم من أن المدفعية الساحلية الإيرانية والصواريخ الأرضية قد توفر نوعًا من السيطرة النارية على أجزاء واسعة من المضيق، فإن السيطرة الفعلية على مياه الخليج تبقى مرهونة بحضور السفن السطحية.
لا تزال هناك ضبابية حول أنواع هذه الصواريخ، وأعدادها، وأداء كل منها، وكيفية توزيعها بين المنصات البرية والبحرية والجوية.

### الدفاع الجوي الإيراني فوق مضيق هرمز
تُشكّل أنظمة الدفاع الجوي جزءًا أساسيًا من البنية الطبقية لاستراتيجية إيران في منع وحرمان الوصول في منطقة مضيق هرمز. وتعتمد إيران بشكل أساسي على منظومات الدفاع الجوي الأرضية، التي تُعدّ أكثر فاعلية من قدرتها المحدودة في مجال الطيران الحربي.
يتكون الدفاع الجوي الإيراني من مزيج من المعدات الغربية القديمة والأنظمة الروسية الحديثة نسبيًا، وقد خصّصت إيران موارد كبيرة لتطوير هذا المجال. وتعمل على تشغيل طيف واسع من الصواريخ المضادة للطائرات ومنظومات الرادار لحماية المنشآت الحيوية من الهجمات الجوية التي قد تشنها قوى جوية متفوقة تقنيًا.
تُعدّ هذه المنظومات عنصرًا رادعًا في العقيدة الإيرانية، إذ تزيد من كلفة وتعقيد الزمن اللازم لتنفيذ هجمات جوية معادية، وتُمكّن إيران من فرض مظلّة حرمان جوي فوق المضيق. غير أن هذه المنظومات تعاني من نواقص أبرزها: قلة عدد البطاريات مقارنة باتساع الأراضي الإيرانية، وضعف الهيكل التنظيمي للقيادة والسيطرة، ما يعيق تنسيق الجبهات المتعددة ضمن شبكة دفاع جوي موحدة.
وقد أشار بعض المحللين إلى أن الدور غير البديهي للدفاع الجوي الإيراني لا يقتصر على الحماية، بل يُسهم أيضًا في تمكين إيران من اتباع استراتيجية هجومية إقليمية مضادة للواقع القائم.
أدّت الضربات الجوية المركّزة التي شنّتها القوات الجوية الإسرائيلية، بالتنسيق مع طلعات استطلاع أمريكية، على عدد من مواقع الدفاع الجوي الإيراني في يونيو 2025، إلى تسليط الضوء مجددًا على نقاط الضعف البنيوية في شبكة الدفاع الجوي الإيرانية. وقد شملت الضربات بطاريات رادار في إقليم خراسان ومنشآت صاروخية قرب بندر عباس، بالإضافة إلى مواقع مشبوهة بتنسيق العمليات الإلكترونية الدفاعية في شيراز وطهران.
رغم محاولات إيران التصدي للهجمات باستخدام صواريخ أرض-جو من طراز «سوم خرداد» و«طبس»، إلا أن الضربات كشفت محدودية قدرة هذه المنظومات على اعتراض أهداف عالية المناورة أو هجمات شبكية متزامنة. وقد اعترف مسؤولون عسكريون إيرانيون، بصورة غير مباشرة، بتعرّض بعض المنصات للشلل المؤقت بسبب اختراقات في نظم القيادة والتحكم.
وقد أثار الهجوم الأخير جدلًا واسعًا حول فاعلية مفهوم «المظلّة الإيرانية» في حال تعرضها لضربات استباقية عالية الدقة، خصوصًا أن تلك الضربات تمكّنت من تحييد عدة طبقات من الدفاع في غضون ساعات، مما يعيد تقييم الجدوى الاستراتيجية لربط المضيق بالدفاع الجوي الداخلي دون امتلاك قدرات ردع جوية مقابلة.

### الاستراتيجية التفاوضية الدفاعية الإيرانية في مضيق هرمز
بالإضافة إلى استراتيجيات الردع العسكري الصلب، تتبنى إيران ما يُعرف بـ"الاستراتيجية التفاوضية الدفاعية" في إدارة ملف مضيق هرمز، وهي مقاربة هجينة تمزج بين التهديد بالتصعيد العسكري وبين توظيف المضيق كورقة ضغط دبلوماسي في المفاوضات الإقليمية والدولية. تستند هذه الاستراتيجية إلى مبدأ «حافة الهاوية» لإقناع الخصوم بأن أي مساس بمصالح إيران في الخليج سيُقابل باضطراب فوري في حركة الملاحة العالمية، دون الاضطرار إلى شنّ حرب شاملة.
تُوظّف طهران هذا النهج عبر أدوات متعددة، منها تصريحات المسؤولين العسكريين حول قدرة إيران على إغلاق المضيق «خلال ساعات»، وإجراء مناورات بحرية دورية في محيطه، إلى جانب استثمار الأزمات الدولية – مثل العقوبات أو النزاعات الإقليمية – لإعادة تسعير الورقة الأمنية للمضيق في المداولات السياسية. كما تسعى إيران إلى ربط الاستقرار في المضيق بالملفات النووية والاقتصادية، مما يمنحها موقعًا تفاوضيًا أكثر تعقيدًا وتأثيرًا.
وفي وسط تصاعد التوترات الأمنية والصراعات الجوية والاقتصادية في يونيو 2025، لوحظ أن إيران باتت تستخدم مضيق هرمز كـورقة تفاوض استراتيجية في مواجهة العقوبات والضغوط الغربية. فقد صرّح نواب برلمانيون إيرانيون بأن إغلاق المضيق مسألة مطروحة حال "تجاوز مصالحنا الحيوية أو تدخل الولايات المتحدة عسكريًا جنبًا إلى جنب مع إسرائيل". وشدّدت مصادر اقتصادية على أن هذا التهديد – وإن كان يبدو تكتيكًا تفاوضيًا – يساهم في خلق تذبذبات في أسعار النفط، حيث يعد المضيق ممّرًا لحوالى 20% من إنتاج العالم اليومي من الخام.